# Koncová řízená oblast
Koncová řízená oblast (angl. Terminal Control Area, zkratka TMA nebo TCA (v USA a Kanadě) ) je část vzdušného prostoru v okolí letiště, která slouží k ochraně přibližujících se a odlétajících letadel.
Spodní hranice řízené oblasti musí být stanovena ve výšce nejméně 200 m (700 ft) nad zemí nebo vodou.
Kolem jednoho letiště může být stanoveno několik na sebe navazujících TMA s různými horizontálními a vertikálními hranicemi tak, aby byly pokryté všechny tratě, po kterých probíhají sestupy a odlety, ale přitom nebylo vyblokováno zbytečně moc vzdušného prostoru.
Provoz v koncové řízené oblasti řídí přibližovací služba APP, která letadlům zajišťuje rozestupy pro zabránění srážkám. K řízení v dnešní době využívá převážně přehledové radarové zobrazení, které ukazuje souhrnnou informaci z radarových čidel, které získávají informace z odpovídačů na palubách letadel.
V České republice mají všechny prostory TMA přidělenou třídu D (TMA Praha třídu C). To znamená, že letadla v TMA jsou předmětem letového povolení od řídícího letového provozu a musí udržovat spojení s příslušným stanovištěm služby ŘLP.